# Tub din fontă ductilă
Tuburile din fontă ductilă se utilizează la apa potabilă, dar și la aducțiuni de gaze naturale sau la canalizări, având caracteristici fizico-mecanice similare oțelurilor, dar cu o durată de viață de circa 100 de ani.